# ダミアン・マクギンティー
ダミアン・マクギンティー・Jr（Damian McGinty, Jr., 1992年9月9日 - ）は、北アイルランドのデリー・シティー出身のアイルランド人歌手であり俳優である。元ケルティック・サンダーのメンバーである。彼は10年以上パフォーマンスをしており、6歳の時に初めて歌唱コンテストで優勝した。2006年の歌唱コンクールで優勝して以来、ダミアンの名が知られるようになり、地元のフットボールチームの斉唱などに登場した。2011年8月21日、彼は優勝者に与えられる『glee/グリー』シーズン3の出演権7話分を賭けてリアリティ番組『Glee プロジェクト 〜主役は君だ!』に出演し、優勝した。

## ディスコグラフィー

### ケルティック・サンダーのコンサート
- Celtic Thunder (2008年)
- Act Two (2008年)
- Take Me Home (2009年)
- It's Entertainment! (2010年)
- Christmas (2010年)
- Heritage (2011年)
- Storm (2011年)[4]

## 映画とテレビ
| 年度 | 作品名                                           | 役名               | 備考                |
| ---- | ------------------------------------------------ | ------------------ | ------------------- |
| 2011 | Glee プロジェクト 〜主役は君だ! The Glee Project | 本人               | 優勝 (11話目で発表) |
| 2011 | glee/グリー glee                                 | ロリー・フラナガン | シーズン3に7話出演  |

### Glee プロジェクト 〜主役は君だ!
マクギンティーはマイスペースのオーディション検索で40,000人の参加者の中から番組で戦う12人の最終候補の1人に選ばれた。トップ12になった後、アイルランド人である彼はビザの問題などを抱えた。
サミュエル・ローセンと共に優勝し『glee/グリー』シーズン3の7話分の出演を獲得した。彼の『Glee プロジェクト』で最後にパフォーマンスした曲はGleeプロデューサーであるライアン・マーフィーに番組で主役をとれるとアピールするために"Beyond the Sea,"を選んだ。『glee/グリー』のプロデューサーのライアン・マーフィーからのコメントによると、「マクギンティーのキャラはコリー・モンティスが演じるフィン役に近い」とのことである。
『Glee プロジェクト』最終回放送後、マクギンティーは番組放送局のサイトで、人気ファン投票で1位に選ばれたキャメロン・ミッチェルとマイケル・ブーブレの"Haven't Met You Yet"を歌う動画が配信された。番組前半でミッチェルは参加を辞退することで本来、脱落のはずだったマクギンティーを救った。マクギンティーは『glee/グリー』でブリトニー一家にホームステイする留学生のロリー・フラナガン役で出演すると報道されている。

## 私生活
マクギンティー家には父のダミアン・マクギンティー・シニア、母のジョアン、兄弟姉妹にゲーマとエメットがおり、北アイルランドのデリー市で生活している。

## 参考
1. ↑  McGinty, Damian. “Damian McGinty (Official)”. 2011年9月9日閲覧。
2. 1 2 3 4 5  Elliott, Stuart (2011年8月22日). “Bing Considers Low-Rated 'Glee Project' a Success”. The New York Times 2011年9月1日閲覧。
3. 1 2  “Derry Teen Damian McGinty Wins Role on 'Glee”. Irish Television and Film Network. (2011年8月25日) 2011年9月1日閲覧。
4. 1 2 3  “Celtic Thunder: Damian McGinty”. Celtic Thunder. 2011年9月1日閲覧。
5. 1 2  Wang, Cynthia (2011年8月22日). “The Glee Project Winners 'Honored' to Join Glee”. People Magazine 2011年9月1日閲覧。
6. 1 2  Keck, William (2011年9月25日). “Keck's Exclusives: First Look at Glee　's Lucky Charmer”. TV Guide. 2011年9月25日閲覧。
7. 1 2  Goldberg, Lesley (2011年8月22日). “'The Glee Project': Winners Share Their Hopes for 'Glee' (Q&A)”. The Hollywood Reporter 2011年9月1日閲覧。
8. ↑  Stack, Tim (2011年8月22日). “'Glee Project' winners relive last night's shocking twist!”. EW 2011年9月1日閲覧。
9. 1 2  Perez, Christina. “Cameron Mitchell: A Glee Project Winner After All”. FrontBurner.   D Magazine. 2011年8月28日閲覧。
10. ↑  McDaid, Brendan (2011年8月23日). “Glee for Damian McGinty as he sings his way into the cast of TV hit”. Belfast Telegraph 2011年9月1日閲覧。

## 外部サイト
- 公式ウェブサイト（英語）
- ケルティック・サンダー公式サイト
- Glee プロジェクトでのマクギンティーのプロフィール
- 公式サイト (pages/Damian-McGinty-Official/164984106861201) - Facebook
- Damian Mc Ginty (@DamianMcGinty) - X（旧Twitter）